# CTV 뉴스

로고

CTV 뉴스(영어: CTV News)는 캐나다의 CTV 텔레비전 네트워크 산하의 뉴스 제작 자회사이다.